# Hotel (joc)
Hotel és un joc de tauler on l'objectiu és guanyar diners i eliminar els contraris. El tauler representa un carrer, per on circulen les fitxes dels jugadors segons el nombre marcat a un dau. Està dividit en zones amb noms de famosos hotels de luxe d'arreu del món (d'aquí el nom del joc) que varien lleugerament segons l'edició de què es tracti. La mecànica és semblant a la del Monopoly.
Al seu torn, segons la casella on vagi a parar, cada jugador pot comprar un terreny o millorar un hotel de la seva propietat. Quan un altre cau en un hotel propi, pagarà el preu de l'habitació, que pujarà com més gran sigui l'hotel. D'aquesta manera el jugador ha d'intentar invertir bé els seus recursos i assegurar-se que, amb sort, els altres visitin els hotels. Hi ha caselles que alteren l'atzar amb bonificacions o penalitzacions.